# Schönewalde
Schönewalde er en by i landkreis Elbe-Elster i den tyske delstat Brandenburg.
- Wikimedia Commons har flere filer relateret til Schönewalde